# Sophona flavizonata
Sophona flavizonata is een vlinder uit de familie wespvlinders (Sesiidae), onderfamilie Tinthiinae.
Sophona flavizonata is voor het eerst wetenschappelijk beschreven door Zukowsky in 1937. De soort komt voor in het Neotropisch gebied.